# Jamie Paul Rock
Jamie Paul Rock est un producteur de télévision.

## Filmographie
- 1990 : Une maison de fous (Maniac Mansion) (série TV)
- 1994 : TekWar: TekLords (TV)
- 1997 : Nikita (La Femme Nikita) (série TV)
- 2001 : Mutant X (Mutant X) (série TV)
- 2003 : Playmakers (série TV)